# Goder morgon i denna sal
Goder morgon i denna sal eller Goder afton i denna sal är inledningsorden till en svensk luciasång. Som melodi förekommer många olika folkliga varianter. Texten "morgon" respektive "afton" anpassas efter vid vilken tidpunkt på dygnet den sjunges. Flera olika arrangemang för kör förekommer, bland annat av Carl Bertil Agnestig och Jan Åke Hillerud.

## Inspelningar
En inspelning gjordes av Stockholms musikgymnasium och musikklasser, och gavs ut på skivalbumet God morgon, mitt herrskap 1972.